# Justus Danckwerts (Ingenieur)

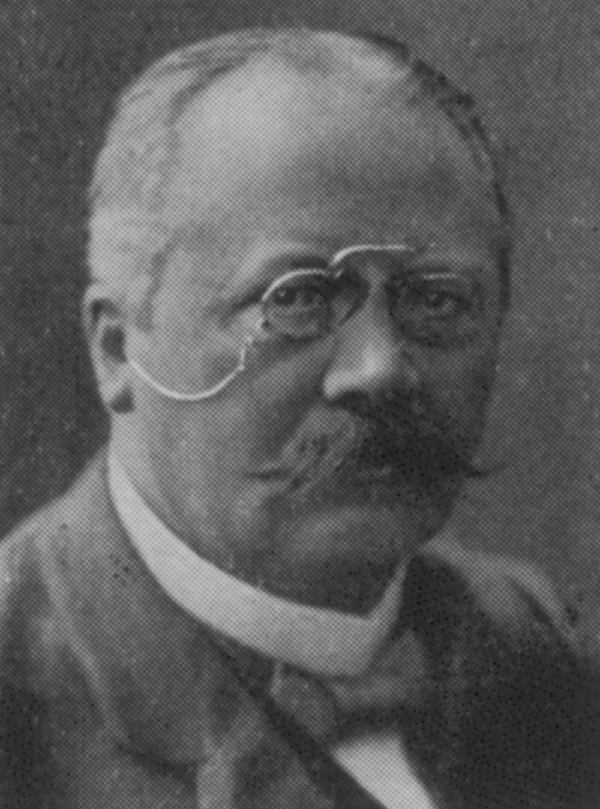
Justus Danckwerts

Justus Danckwerts (* 3. August 1853 in Harburg; † 1. März 1928 in Hannover; vollständiger Name: Justus David Wilhelm Danckwerts) war ein deutscher Wasserbauingenieur, preußischer Baubeamter und Hochschullehrer. 

## Leben
Danckwerts legte 1881 das 2. Staatsexamen ab und wurde zum Regierungsbaumeister (Assessor in der öffentlichen Bauverwaltung) ernannt. Er arbeitete anschließend bei der preußischen Wasserbauinspektion Harburg. Ab Juli 1883 hatte er eine Landbaumeister-Stelle im Großherzogtum Sachsen-Weimar-Eisenach, bevor er in den preußischen Regierungsbezirk Oppeln wechselte. Von 1888 bis 1897 war er als Meliorations-Bauinspektor in der Provinz Ostpreußen tätig. Ab 1897 arbeitete er als Regierungs- und Baurat beim Oberpräsidium in Königsberg, ab 1900 beim Oberpräsidium in Kassel. 1901 wurde er als Professor für Wasserbau an die Technische Hochschule Hannover berufen. Ab 1903 war er auch Mitglied der Klosterkammer Hannover. 1907 wurde Danckwerts der Ehrentitel Geheimer Baurat verliehen, 1921 wurde er emeritiert.

## Schriften (Auswahl)
- Project für die Eindeichung des Memel-Deltas. Hausbrand, Königsberg 1892.
- Denkschrift betreffend die Bildung eines Haffdeichverbandes für das Überschwemmungsgebiet des Nemonienstromes und seiner Seitenzuflüsse, nebst Anlage Entwurf zur Absperrung des Nemonienstromes oberhalb des Wiepschen Kruges. o. O. um 1895.
- Tabelle zur Berechnung der Stauweiten in offenen Wasserläufen mit einführenden Erörterungen über die Bewegung des Wassers in geschlossenen und offenen Röhren. Kreidel, Wiesbaden 1903.
- Die Grundlagen der Turbinenberechnung für Praktiker und Studierende des Bauingenieurfaches. Kreidel, Wiesbaden 1904.
- Der Stoss des Wassers. Nebst Anhang: Die Wirkung der Buhnen. Kreidel, Wiesbaden 1906.
- Technische Maßnahmen, um den Rückstau des Hochwassers für Wasserkraftanlagen unschädlich zu machen. (= Veröffentlichungen der Turinentechnischen Gesellschaft, Band 1.) Kreidel, Wiesbaden 1909.
- Theoretische Grundlagen der praktischen Hydraulik. 2 Bände, Schmorl & Seefeld, Hannover 1920.